# Prasophyllum atratum
Prasophyllum atratum är en orkidéart som beskrevs av David Lloyd Jones. Prasophyllum atratum ingår i släktet Prasophyllum och familjen orkidéer.
Artens utbredningsområde är Tasmanien. Inga underarter finns listade i Catalogue of Life.